# Küllős spirálgalaxis

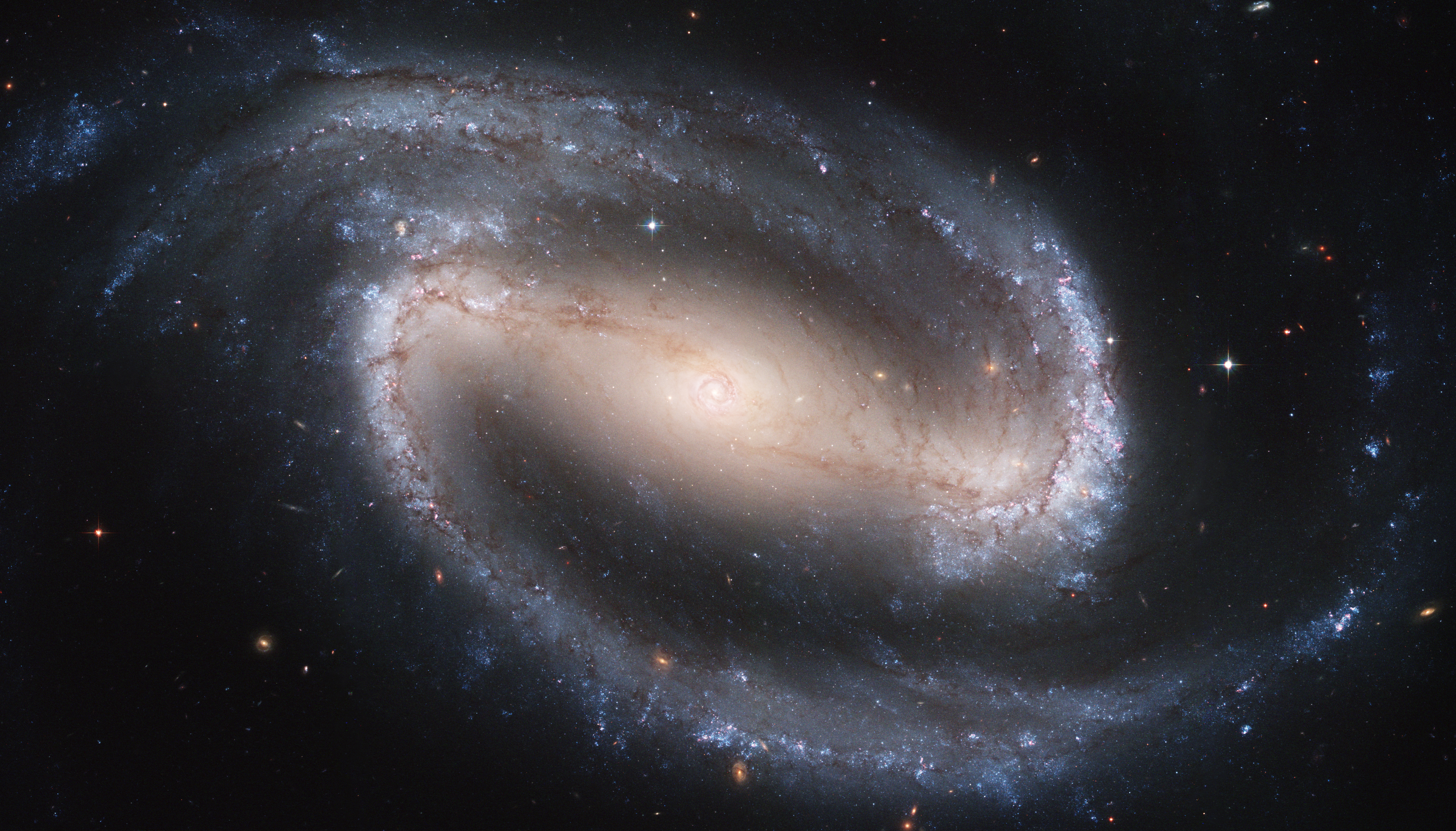
Az NGC 1300 küllős spirálgalaxis

A küllős spirálgalaxis a spirálgalaxisok egyik fajtája, melynél a mag egy egyenes, csillagokból és csillagközi anyagból álló struktúra, a küllő közepén van, a spirálkarok a küllő végeitől indulnak.
A központi, megközelítőleg gömb alakú mag II. populációs csillagokból áll, melynek középpontjában, a galaxisok nagy részében, több millió naptömegű fekete lyuk van. Az ezt körülvevő korongban vannak a spirálkarok, ezek I. populációs csillagokból állnak, és sok csillagközi anyagot tartalmaznak, bennük jelenleg is zajlik csillagkeletkezés. A csillagközi anyag az össztömegnek csupán néhány százalékát teszi ki, és a galaxis fősíkja mentén erősen koncentrált. A csillagokhoz hasonlóan, a spirálkarok is forognak a központ körül, de állandó szögsebességgel.
A galaxis legkülső vidéke a gömb alakú halo, ennek sugara megközelítőleg a spirálkarokéval egyezik meg, és öreg, II. populációs csillagokból, valamint gömbhalmazokból áll. A magtól a periféria felé folyamatosan ritkul.